# Гулямов, Саидахрор Саидахмедович
Саидахрор Саидахмедович Гулямов (узб. Saidahror Saidahmedovich G‘ulomov; род. 25 июня 1947 года, Ташкент, Узбекская ССР, СССР) — узбекский научный и государственный деятель, доктор экономических наук, профессор, действительный член Академии наук Узбекистана. С 1990 по 1994 год депутат XII созыва Верховного Совета Республики Узбекистан. С 1998 по 2004 год занимал пост министра высшего и среднего специального образования Республики Узбекистан.

## Биография
Саидахрор Саидахмедович родился 25 июня 1947 года в Ташкенте. В 1969 году окончил Ташкентский институт народного хозяйства (ныне Ташкентский государственный экономический университет) по специальности «экономическая информатика». С 1970 по 1973 год работал аспирантом Московского института народного хозяйства имени Г. В. Плеханова, где успешно защитил диссертацию.
С 1973 по 1980 года работал ассистентом, затем старшим преподавателем, а позже доцентом кафедры «Экономическая кибернетика» Ташкентского института народного хозяйства. С 1981 года был профессором, затем деканом, позже проректором, а с 1988 по 1998 год ректором Ташкентского института народного хозяйства.
В 1990 году избран депутатом XII созыва Верховного совета Узбекской ССР (с 1991 года Верховный совет Республики Узбекистан).
В 1998 году указом президента Узбекистана Ислама Каримова Саидахрор Гулямов назначен министром высшего и среднего специального образования Республики Узбекистан и занимал этот пост до 2004 года.
С 2004 по 2006 год работал ректором Ташкентского государственного экономического университета. В 2006 году избран вице-президентом по общественным и гуманитарным наукам Академии наук Республики Узбекистан и занимал этот пост до 2011 года.
С 2006 года по настоящее время является председатель Совета обществ дружбы и культурно-просветительских связей Узбекистана с зарубежными странами на общественных началах. С 2010 года работает профессором Ташкентского государственного экономического университета. В 2012 году назначен начальником отдела информационных и коммуникационных технологий Центра переподготовки и статистических исследований.

## Научная деятельность
Саидахрор Саидахмедович Гулямов ученый, ведущий многообразную исследовательскую деятельность, направленную на повышение роли экономической науки и на развитие народного хозяйства республики Узбекистан. В научной деятельности он охватывает актуальные проблемы современной экономической науки и экономико-математические методы, а также развитию информационной структуры узбекского общества. Он активно занимается пропагандой опыта рыночных реформ в Узбекистане, поддерживает связи с научными школами стран СНГ, многих зарубежных государств: США, Японии, Франции, Англии, Германии, Турции, Южной Кореи, Малайзии, Индии и др.
Также Гулямову принадлежит огромная организаторская роль в создании в Узбекистане международных центров — Института экономического развития Всемирного банка (WBI), JBF, Центра объединённого Венского института в Узбекистане, Ресурсного центра Британского совета ТАСИС, совместного с Норвегией Центра по бизнес-плану. По его инициативе и поддержке организованы и действуют Международная бизнес-школа «Келажак», Международная узбекско-немецкая бизнес-школа, Центр подготовки и переподготовки кадров для малого и среднего бизнеса «Маърифат» и ряд малых предприятий для подготовки кадров сферы рыночной экономики.

## Труды
Основные исследования ученого, отраженные в 280 научных работах, посвящены трем направлениям экономической науки и практики. Основными трудами являются:
- Соғлом интеллектуал она ва бола — истиқлол истиқболи (2016 год);
- Вақтли қаторларнинг статистик таҳлили ва мавсумий тебранишларни прогнозлаштириш (2016 год)[4].